# Crucificação (Cranach)
Crucificação é uma pintura a óleo do artista alemão Lucas Cranach, o Velho. Uma das muitas versões do tema pintado por Cranach, esta, criada em 1532, e que está agora no Museu de Arte de Indianápolis.

## Descrição
A metade inferior da pintura está repleta de figuras, todas simbolicamente dispostas à esquerda e à direita de Cristo. À direita está a Virgem Maria, que é segurada por São João Evangelista, e Maria Madalena está segurando a Cruz. O Bom Ladrão e Longinus olham diretamente para ele, aludindo à sua salvação. Há um contraste acentuado com os da direita, que incluem soldados romanos que estão evitando seu olhar e o ladrão impenitente, retratado como careca e inchado.  Por trás deles estão figuras contemporâneas, que são consideradas não iluminadas, pois ainda não deram testemunho de Cristo.
A pintura enfatiza o sacrifício de Jesus Cristo e usa as testemunhas para mostrar o reconhecimento do evento de sua morte como uma clara referência à nova teologia luterana; a humanidade pecadora só é redimida através de Cristo, não através da Igreja Católica.